# 羅林崖
86°23′S 159°24′W / 86.383°S 159.400°W
羅林崖（英語：Roaring Cliffs），是南極洲的山崖，位於阿蒙森海岸，處於庫茨欽峰以北的尼爾森高原西部，屬於毛德王后山脈的一部分，由美國探險隊的地質學家發現，現時由南極條約體系管理。